# Trimerotropis californica
Trimerotropis californica es una especie de saltamontes perteneciente a la familia Acrididae. Se encuentra en Norteamérica y Centroamérica.

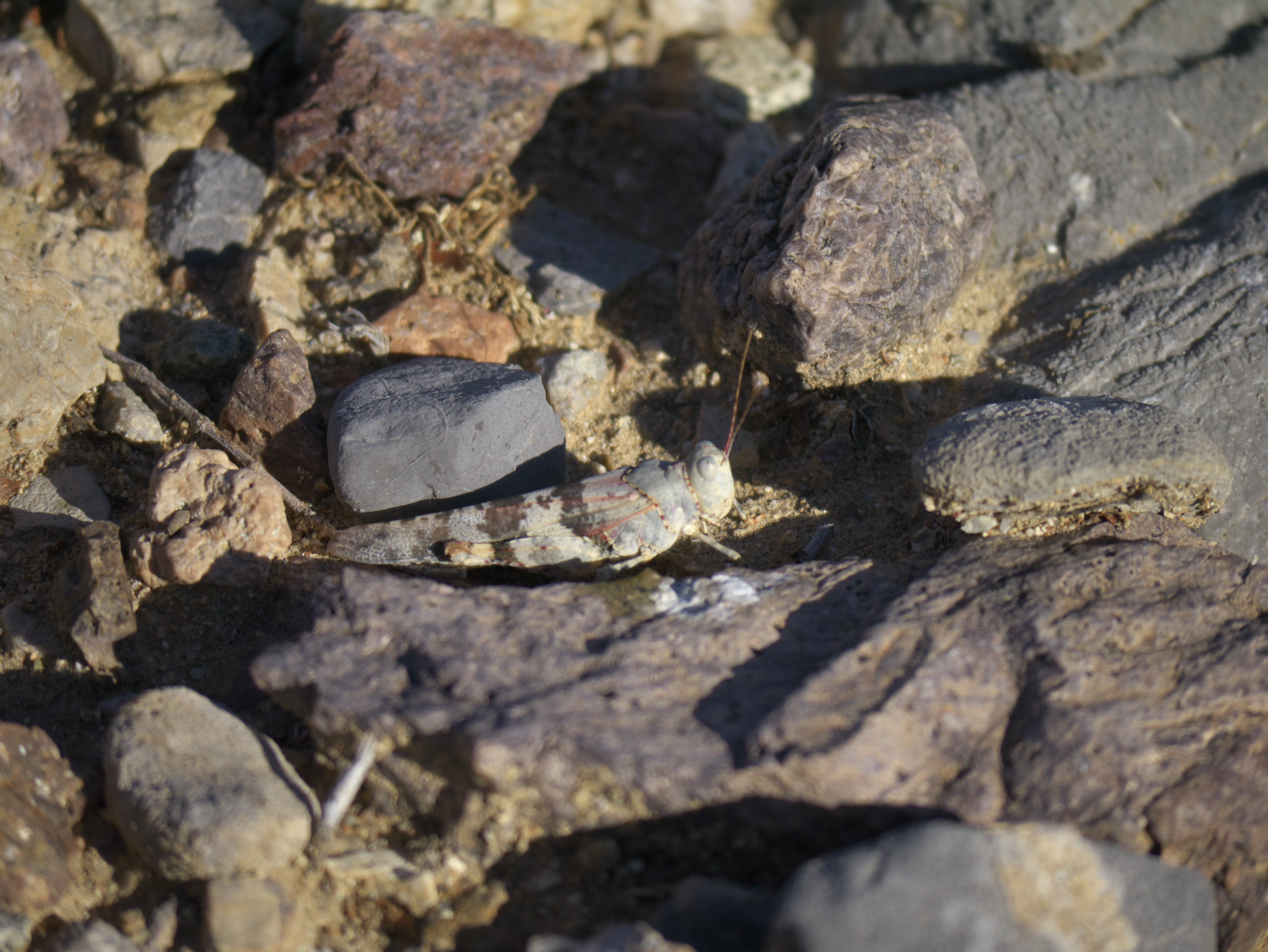
Trimerotropis californica